# Procopi (Eubea)
Procopi es un pueblo y comunidad (κοινότητα) de Grecia, situado en la periferia de Grecia Central, en la unidad periférica de Eubea, en el municipio (δήμος) de Mantudi-Limni-Agia Anna. Se encuentra en la carretera Calcis-Edipsós.

## Historia
El pueblo fue creado a finales del siglo XVII, donde según la tradición había pequeños asentamientos dispersos en la zona, mientras que en Procopi estaba el cuartel general del comandante turco de quien el pueblo tomó posteriormente su nombre y hasta 1927 se llamó ' Ahmet Aga'.
Procopi es conocida por la sagrada iglesia de San Juan el Ruso, donde se guardan las reliquias del Santo, que fueron traídas con ellos en 1924 por refugiados capadocios de Prokopi (Urgyup) Capadocia, Asia Menor. Junto al pueblo discurre el río Kireas.
En 2018 se inauguró el Museo de la Cultura de Asia Menor de Nuevo Procopi. Se encuentra en un edificio de dos plantas, donde funcionaba la casa de huéspedes de la Santa Romería de San Juan el Ruso. El museo guarda reliquias de interés eclesiástico y folclórico, traídas por los refugiados de Procopi en Capadocia. El objetivo es preservar y resaltar las reliquias eclesiásticas y folclóricas relacionadas con la historia de los procopianos de Capadocia y su reubicación en Procopi después de la catástrofe de Asia Menor, pero también preservar y difundir la evidencia histórica relacionada con la civilización de Asia Menor.

## Transportes

### Autobús
El servicio de transporte interurbano por autobús está operado por la empresa KTEL. De Procopi parten varios autobuses al día con destino a Atenas entre lunes y sábado. De lunes a viernes, salen autobuses con destino a Atenas a las 8:30, 14:15 y 17:30 horas. El trayecto dura unas dos horas y cuarenta minutos, incluyendo una parada de unos diez minutos en Calcis, donde los viajeros deben cambiar de autobús siguiendo las indicaciones del conductor. En Atenas, el autobús hace dos paradas: la primera, en el cruce de la calle Acharnon con la calle Kallari, cerca de la estación de metro de Kato Patissia, y la segunda y última, en la estación Atenas Liosion, donde finaliza el trayecto. Los sábados salen autobuses con destino a Atenas a las 9:15, 12:15 y 17:30.

## Patrimonio

### Religioso

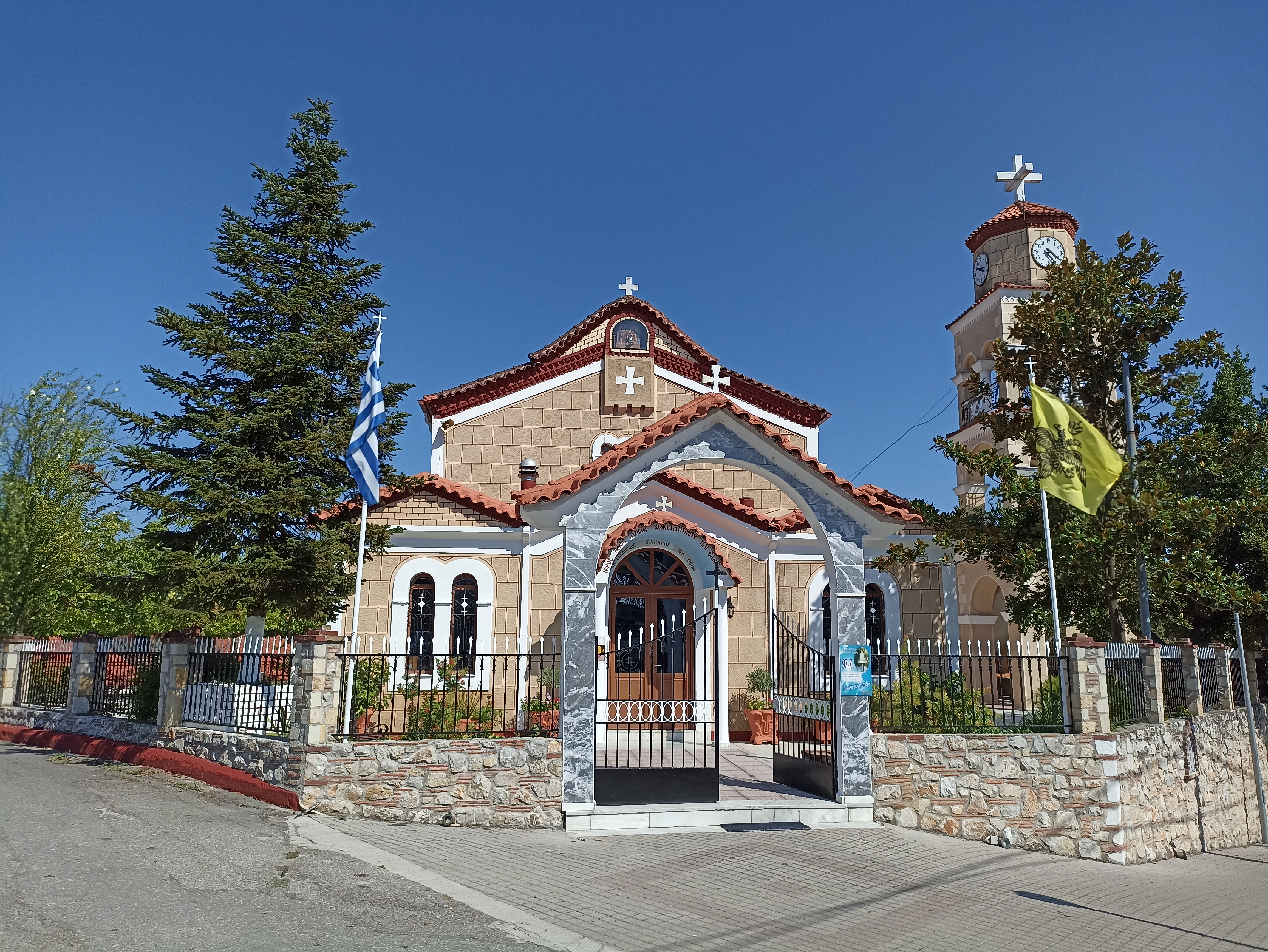
Iglesia de San Constantino y Elena

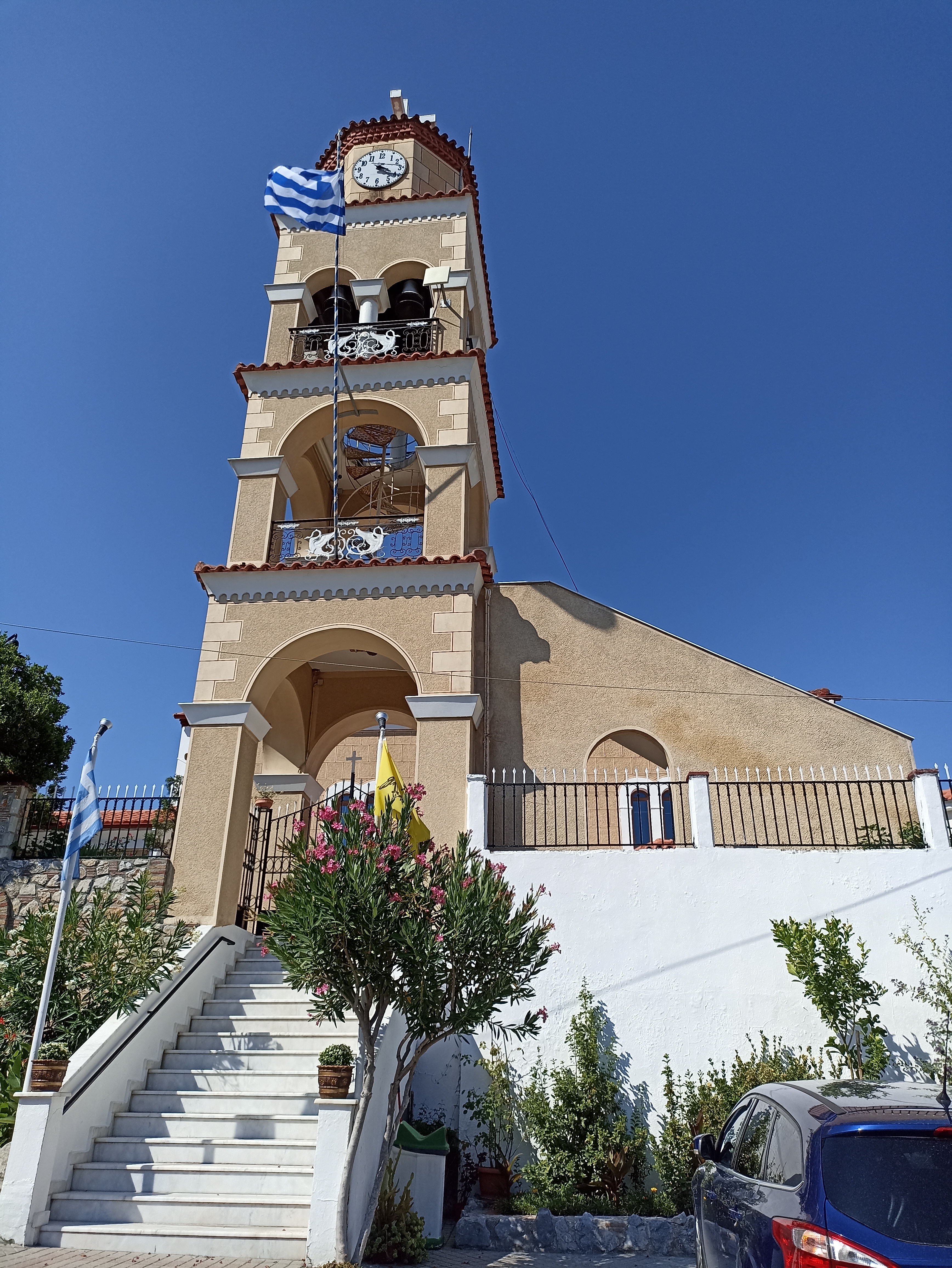
Iglesia de San Constantino y Elena. Torre

Procopi cuenta con la iglesia de San Juan el Ruso y la iglesia de San Constantino y Elena.